# Прата (Ливорно)
Прата је насеље у Италији у округу Ливорно, региону Тоскана.
Према процени из 2011. у насељу је живело 59 становника. Насеље се налази на надморској висини од 200 м.